# 이탈리아의 교육
이탈리아의 교육은 교육 및 공로부와 대학 및 연구부에 의해 법적 형식(공립학교, 동등학교(scuola paritaria), 사립학교)에 따라 다양한 방법으로 규제된다. 대신 전문 교육은 지역에 따라 다르다.
사립학교는 교과목 선정과 교사 고용을 완전히 자유롭게 할 수 있다. 대등학교(scuola paritaria)는 사립학교이지만 공립학교처럼 자격을 갖춘 교사를 고용하고 공립학교와 같은 교육 프로그램을 따라가기 때문에 공립학교와 동일한 자격을 부여받을 수 있다.
의무교육은 10년 동안 지속되며 6세에서 16세 사이의 연령층을 대상으로 한다.
21세기 이탈리아의 교육법은 행정법, 노동법, 헌법 등 여러 법률 분야를 포괄한다.

## 역사
이탈리아는 1861년 사르데냐 왕국(이탈리아어: Regno di Sardegna)에 의해 통일되어 근대국가로 첫걸음을 내디뎠는데, 최초의 체계적인 교육법은 사르데냐 왕국 시대의 교육상(敎育相) 카사티(G. Cassati, 1798-1873)가 입안하여 1859년에 공포한 '카사티 법(이탈리아어: Leggi Cassati)'이다. 이것의 골자는 의무교육제와 무상(無償)을 원칙으로 하고 있는데 현재에 이르기까지 이탈리아 교육제도의 기초를 이룬 것으로 높이 평가되고 있다
1922년에 성립한 파시스트 정부는 문부상 조반니 젠틸레(Giovanni Gentile, 1875-1944)가 중앙집권적 교육제도를 확립하는 개혁을 단행했고, 1938년 '보타이 개혁(이탈리아어: Riforma Bottai)'으로 학교헌장이 정해져 이탈리아의 교육은 파시스트적 성격을 강하게 띠었다. 파시스트 정부는 처음 로마 가톨릭교회와 대립하고 있었지만, 1922년에 중등교육에 있어 가톨릭적 중등교육을 필수할 것을 인정함으로써 교회와 타협하여 도리어 종교교육을 이용하려는 태도를 보였다.
파시스트 정부의 붕괴와 연합국에 대한 무조건 항복으로, 1947년 공화국 헌법이 제정되었고, 이탈리아는 공화국으로 발족함에 있어, 동헌법은 신생 이탈리아 교육의 기본적 목표가 되었다. 이 헌법의 30조, 34조에서 자녀들을 기르고, 가르치고, 학습시키는 일은 일단 부모의 의무요 권리로 규정하고 8년 간의 의무 무상제 교육을 명확히 하고 있다.

## 교육의 구조

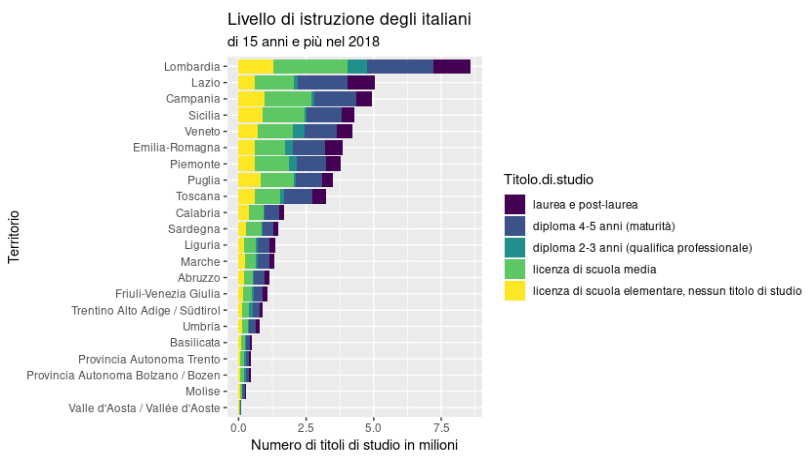
출처: http://dati.istat.it/Index.aspx?DataSetCode=DCCV_POPTIT1

이탈리아 시스템은 다양한 수준의 학습을 제공한다.
- 교육적 성격의 사회 서비스(초등 교육 주기에 엄격하게 속하지는 않지만 교육 연속성을 위해 아동 교육 목표 달성에 참여):

- 어린이 둥지(어린이집) (생후 3개월부터 3세까지, 필수는 아님);
- 어린이집이나 유치원에 부속된 봄 구간 (지역 시범 서비스, 2~3세, 의무는 아님).

- 어린이 학교(유치원)(3~6세, 의무는 아님).
- 처음의 학교(초등학교)(6~11세, 의무).
- 1단계의 두번째 학교(중학교)(11~14세, 의무).
- 2단계의 두번째 학교(고등학교)(16세까지 의무교육).
- 예술, 음악 및 무용 고등 교육 기관(이탈리아어: alta formazione artistica, musicale e coreutica 또는 AFAM)
- 대학교

### 학교 교육 주기
이탈리아 시스템에서 학교 시스템은 유치원(비의무 교육 서비스) 이후 아래 그림과 같이 두 가지 교육 주기로 구성된다.
- 어린이 학교(유치원. 이전의 엄마 학교)는 3년 동안 운영되며 12월 31일까지 3세에서 5세 사이의 모든 이탈리아 및 외국인 어린이에게 의무 없이 개방된다.
- 첫 번째 주기 학교:

- 5년 동안 지속되는 처음 학교(초등학교. 이전의 기초 학교)는 12월 31일까지 6세가 되는 모든 청소년에게 의무적이다.
- 3년 동안 지속되는 1단계의 두번째 학교(중학교. 이전의 중간 하위 학교)는 초등학교를 졸업한 모든 청소년에게 의무적이다.

첫 번째 교육 주기는 시험으로 끝나며, 이를 통과하면 두 번째 교육 주기에 접근할 수 있다.
- 두 번째 주기 학교:

- 2단계의 두번째 학교(고등학교. 중간 상위 학교)는 다음과 같이 나누어진 5년 학습 경로이다.

- 인문계 고등학교는 두 개의 2년 기간과 마지막 해로 나누어진다.
- 기술 고등학교는 2개의 2년 기간과 최종 1년으로 구분된다.
- 전문 고등학교는 2년 기간과 이후 3년 기간으로 구분된다.

마지막 학년 말에는 대학 및 예술, 음악 및 무용 고등 교육(AFAM) 기관에서 계속 공부할 수 있는 두 번째 교육 주기에 대한 최종 국가 시험이 있다.

### 교육 제도
유치원 (scuola dell'infanzia)은 의무교육은 아니나 일반화되어있으며 입학 가능 연령은 3-5세이다.

초등학교 (scuola primaria)는 5년제(6-10세)이며 의무교육이다.
중학교 (scuola secondaria di I grado)는 3년제(11-13세)이며 의무교육이다.
고등학교 (scuola secondaria di II grado)는 5년제(14-18세)이며 전반부 2년 과정은 의무교육이고, 후반부의 3년은 좀 더 심화된 내용을 배운다.

학기는 9월에 시작해서, 6월에 종료된다.
초등학교와 중학교는 1주일 5일, 고등학교는 1주일 6일 수업한다. 수업시간은 초등학교 주당 27~30시간(학교에 따라 40시간), 중·고등학교 주당 27시간(학교에 따라 30시간)이다.

대학 과정은 볼로냐 과정 (Bologna Process)을 통해 학사 3년, 석사 2년, 박사 3년으로 개편되었다. 볼로냐 과정 개편전까지 유럽 대학들은 학사와 석사 과정을 통합해 배우는 학석사 과정을 운영해왔다. 이탈리아의 경우 대학을 4년을 다니면 학석사 통합 학위에 해당하는 라우레아(Laurea) 학위를 주었다. 볼로냐 과정 전의 라우레아 학위는 이탈리아 법률에 의해 석사에 해당하는 현재의 라우레아 마지스트랄레 (Laurea magistrale)와 동등한 지위를 인정받는다.

취학 전 교육기관으로 유치원이 있는데, 교사 1인당 아동수가 많으며, 시·구·읍·면의 유치원은 증가하고 있다. 초,중학교와 고등학교 2학년까지는 의무교육을 실시한다. 초등학교 5년, 중학교 3년제이다. 학년은 9월부터 6월까지로 3학기제이다. 중학교는 고전적 중학교와 직업준비학교로 나누어 진로를 명확히 했지만, 1960년부터 양자를 통일하여 의무교육단계에서 차별을 없애는 조치를 취했으며, 8개년의 통일학교제도가 확립되었다. 현재 5년제의 고등학교를 두 부분으로 나누어 첫 2년(biennio)은 대부분 학교의 교육과정이 같으며 의무교육이다. 이후 3년(triennio)은 본인이 원하는 고등교육기관으로 선택해 진학한다.(사범, 경찰학교, 기술학교 등) 진학은 각 학교 졸업시 행하는 국가시험으로 결정한다. 대학교육 연한은 보통 4년인데 공학부는 5년, 의학부는 6년제로 되어 있다. 볼로냐·로마·살레르노·파도바 등 유럽 최고(最古)의 대학이 있고, 약 40개 대학이 전통적인 신학·법학·의학·철학 4학부를 갖지 않은 채 프랑스·독일의 경우처럼 종합대학의 밖에 있으면서 단과대학을 이루는 공학·농학·약학·수의학 등이 독립하여 종합대학의 일부를 구성하고 있는데, 그 규모는 최소 수백명부터 최대 수만명에 달한다고 한다. 국립종합대학 이외에 유명한 것으로는 밀라노의 가톨릭 사크로 쿠오레 대학교, 나폴리의 동양 연구소, 페루자의 외국인 대학 등이 있다. 교육행정은 중앙집권적인 색채가 강하며, 교육부가 그 정점이 되어 있다. 대학 및 고등교육기관은 직접 교육부 산하에, 중등교육은 지방학무부 밑에 있는 장학관이 지역마다 감독하는 방식을 취하고 있다.

### 초등 교육

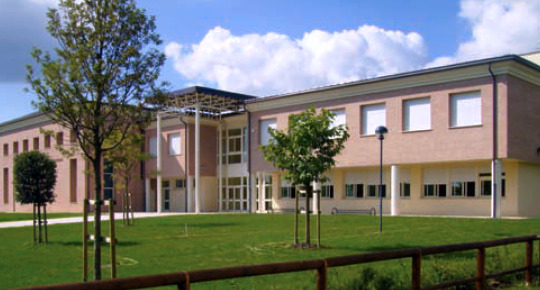
체세나의 한 초등학교.

## 학교 교육과 대학

### 중등 교육

#### 2단계(고등학교)
중등학교는 세 개의 대규모 기관 그룹으로 나뉘며, 유형과 주소로 구분된다.
- 인문계 고등학교(이탈리아어: licei)
- 기술 고등학교(이탈리아어: istituti tecnici)
- 직업 고등학교(이탈리아어: istituti professionali)

고등학교는 졸업년도에 국가에서 실시하는 마투리타(maturità, 고등학교졸업자격시험)를 실시한다.

##### 인문계 고등학교
각 고등학교는 5년 동안 진행되며, 2년 과정과 5년 과정으로 나누어진다. 젤미니 개혁(이탈리아어: Riforma Gelmini)이 구상하는 6개 고등학교는 다음과 같다.
- 예술 고등학교(이탈리아어: liceo artistico) - 처음 2년 동안은 공통 과정, 남은 기간 동안 6가지 선택 과정, 이론적, 역사적, 실제적 프로필에서 예술 주제를 지향하며 드로잉, 조각, 장식, 그래픽, 디자인, 시청각과 건축의 요소들 과목을 포함한다.
- 고전 고등학교(이탈리아어: liceo classico) - 인문학 연구에 전념하는 단일 주소로 라틴어, 고대 그리스어, 이탈리아어, 역사 및 철학을 주요 학습 주제로 포함한다.
- 언어 고등학교(이탈리아어: liceo linguistico ) - 현대 외국 문화 및 언어, 특히 영어, 프랑스어, 스페인어, 독일어 학습에 중점을 둔 단일 코스이며 최근에는 러시아어, 아랍어 및 중국어에 중점을 둔다.
- 뮤지컬 및 무용 고등학교(이탈리아어: liceo musicale e coreutico) - 음악, 음악의 역사, 무용 및 안무를 전담하는 음악원과 종종 연결되는 두 개의 주소
- 과학 고등학교(이탈리아어: liceo scientifico) - 과학 연구에 전념하는 세 개의 주소가 있으며, 일반 고등학교와 프로그램의 일부를 공유하지만 수학, 물리학, 화학, 생물학, 지구 과학 및 컴퓨터 과학에 더 중점을 둔다.
- 인간 과학 고등학교(이탈리아어: liceo delle scienze umane) – 교육학, 심리학, 인류학, 사회학 등 주로 인간 과학에 전념하는 최근 개설된 2개 과정이다. 이전의 사회심리교육 고등학교를 대신한다.

역사의 흐름에 따라 외국어 학습을 처음 2년에서 5년으로 확대한 고전 고등학교를 제외하고 일부 고등학교는 통합되고 일부 고등학교는 폐지되었다.

##### 기술 고등학교
기술 고등학교(이탈리아어: istituto tecnico)는 이탈리아 시스템의 기술 고등학교 유형이다.
기술 고등학교 중에는 다음이 있다:
- 경제 기술 고등학교(이탈리아어: Istituto tecnico economico) - 경제 및 경영 과학에 전념하며 특히 경제, 법률, 사회 과학을 지향하는 광범위한 다목적 이론 교육을 제공한다.
- 기술 기술 고등학교(이탈리아어: Istituto tecnico tecnologico) - 기술(전자, 정보 기술, 기계, 운송), 자연사(화학 및 생명 공학), 그래픽, 건설, 지질 공학, 농식품 및 섬유 부문을 전문으로 한다.

##### 직업 고등학교
직업 고등학교(이탈리아어: istituto professionale, 전문 고등학교)는 기술 고등학교와 방향이 다른 고등학교의 일종이다.
한국의 공고, 상고, 농고와 비슷하다고 보면 된다.
과정은 특정 주제와 관련하여 특별한 특수성을 가지며, 다루는 분야에는 기계, 농업, 요리법, 기술 지원, 목공 등이 있다. 젤미니 개혁(riforma Gelmini)을 통해 2010/2011 학년도부터 "서비스 부문"과 "산업 및 공예 부문"을 위한 두 개의 큰 부문이 만들어졌다.

##### 직업 교육 고등학교
국가가 관리하는 직업 고등학교 외에, 지역별로 관리되는 직업 교육 고등학교(이탈리아어: istruzione e formazione professionale 또는 IeFP, 전문 교육 고등학교) 과정도 있다.

### 고등 교육

#### 대학
이탈리아는 이미 1999/2000학년도에 거의 모든 대학에서 볼로냐 과정에 참여한 최초의 국가 중 하나였다. 대학 학습주기는 세 가지 수준으로 나뉜다.
1. 라우레아(이탈리아어: laurea, 학사) 학위(3년)
2. 석사 학위(이탈리아어: laurea magistrale, 2년), 학사 학위와 단일 주기 가능(총 기간 5~6년)
3. 박사 학위(이탈리아어: dottorato di ricerca, 3년)

또한, 석사 학위(이탈리아어: lauree magistrali)와 동일한 유효성을 갖고 5~6년 동안 지속되는 단일 주기 석사 학위 과정에 등록할 수 있으며, 이는 주로 적용 측면으로 인해 다음 학습 과정에 적용된다:
1. LM-4 건축학 및 건축공학-건축학
2. LM-13 약학 및 산업약학
3. LMG-01 법학
4. LM-41 의학 및 수술
5. LM-46 치의학 및 치과 보철
6. LM85bis 초등 교육 과학
7. LM-42 수의학
8. LMR-02 문화유산의 보존과 복원[11]

6년 과정은 LM-41과 LM-46 관련 과정뿐이다.

마투리타(maturità, 고등학교졸업자격시험) 합격자는 졸업시험 성적으로 전공과목 및 대학을 자유로이 선택한다. 단, 의과대학이나 치과대 등 일부 학부는 정원제로서 입학시험을 실시한다. 이탈리아 전체 인구(25세~64세)의 약 13%만이 대학졸업자이다.

#### 예술, 음악 및 무용 고등 교육
예술, 음악 및 무용 고등 교육(이탈리아어: alta formazione artistica, musicale e coreutica 또는 AFAM)

#### 연구 기관
대학 교육 외에도 과학 진보와 기술 진보를 맡은 연구 개발에 종사하는 산업 부문과 함께 과학 연구에 종사하는 대학 및 기타 연구 기관에서 수행하는 다양한 연구 분야의 연구 센터가 있다.

### 성인 교육

#### 주립 성인 교육 센터
Centri Provinciali per l’Istruzione degli Adulti (CPIA)
주립 성인 교육 센터

## 논쟁

### 현재의 문제
(1) 문맹퇴치의 문제－공업지역인 북부나 농업지역인 남부에는 많은 문맹·반(半)문맹자들이 있다. 이의 대책은 통일당시부터 착수했지만 1920년대, 그 주도권을 지방조직에 위임함으로써 약간의 성과를 거두게 되었다. 1947년부터 설립되기 시작한 문맹성인(成人)을 위한 민중학교는 큰 성과를 거두고 있으나 아직 없어지지 못하고 있다.
(2) 의무교육의 불철저－문맹문제는 의무교육의 불철저와 관계가 있다. 9년으로 의무교육을 규정하고 있는데도 남부의 경우 가정의 경제문제로 인해 초등학교 4, 5학년에서부터 중학교 단계에 이르기까지의 취학률은 낮으며, 전혀 취학하지 않는 아동도 있다.
(3) 과학기술교육의 부진－공업국인 이탈리아는 뛰어난 과학자·기술자를 많이 필요로 하지만, 그 공급이 극히 부진하다. 특히 중등교육이 고전어 중심교육으로 편중되어 있고, 직업교육을 경시하는 경향이 없지 않으며, 심지어 이공계대학은 학생수의 불균형적인 부족을 나타내고 있다.
(4) 교육연구의 지연－최근 교육연구의 중요성을 인식하고 있는데도, 종래의 그 경시경향이 교원양성에 있어서의 이론편중과 교수법의 부진 등으로 나타나고 있다. 1958년 판파니 내각에 의해 작성된 10개년 교육계획은 그 다음해부터 착수했으나 어려운 사회·경제적 조건 때문에 여러 문제는 아직 완전한 해결을 못 보고 있다.

## 법규 참조
- 1998년 6월 24일 대통령령, n. 249 - 중등학생의 법령을 포함하는 규정
- 2001년 3월 30일 입법령, n. 165 - 공공기관이 고용하는 업무 조직에 관한 일반 규칙

## 같이 보기
- 라우레아
- 볼로냐 과정
- 볼로냐 대학교
- 대학 교육 학점
- 이탈리아의 학업 성적 평가
- 이탈리아의 국가 시험
- 마투라 (졸업 시험)